# 북전주선
북전주선(北全州線)은 전북특별자치도 전주시의 동산역과 북전주역을 연결하는 한국철도공사의 철도 노선으로, 전라선의 지선이다. 화물 전용 철도이다.

## 노선 정보
- 노선 거리 : 1.7 km
- 운영 기관 : 한국철도공사(전 구간)
- 궤간 : 1435mm(표준궤)
- 통행 방식 : -
- 역 수 : 2
- 복선 구간 : 없음
- 전철화 구간 : 없음
- 보안 장치 : -

## 역사
과거 이 노선은 전라선 본선의 일부였으나, 1981년 5월 25일, 전라선 동산~신리 구간이 이설되면서 전주산업단지의 화물 출입을 위하여 동산~북전주 구간을 남겨놓은 것이 현재에 이르고 있으며, 근처 산업단지를 위한 인입철도로서 기능을 수행하고 있다.

## 연혁
- 1914년 11월 17일 : 전라선 이리(현 익산)~전주 구간 영업 개시
- 1981년 5월 25일 : 전라선 동산~신리간 이설, 북전주~신리 구간 폐지, 동산~북전주 구간을 '북전주선'으로 개칭
- 2019년 4월 17일 : 철도 노선번호 변경에 따라 30901로 변경[1]

## 역 목록
| 역명   | 로마자 역명 | 한자 역명 | 역간거리 (km) | 영업거리 (km) | 접속 노선 | 소재지         | 소재지 | 비고     |
| ------ | ----------- | --------- | ------------- | ------------- | --------- | -------------- | ------ | -------- |
| 동산   | Dongsan     | 東山      | 0.0           | 0.0           | 전라선    | 전북특별자치도 | 전주시 |          |
| 북전주 | Bukjeonju   | 北全州    | 1.7           | 1.7           |           | 전북특별자치도 | 전주시 | 화물전용 |

## 차량
1981년 이후, 북전주선의 여객 열차는 전무한 형편이다.

## 같이 보기
- 덕산선, 서청주선, 병점기지선 - 마찬가지로 선로 이설 후 구 선로의 일부를 별개의 영업선으로 독립 존속시킨 사례
- ITX-마음